# Les Brunels
Les Brunels ist eine französische Gemeinde mit 268 Einwohnern (Stand: 1. Januar 2022) im Département Aude in der Region Okzitanien. Sie gehört zum Arrondissement Carcassonne und ist Mitglied im Gemeindeverband Communauté de communes Aux sources du Canal du Midi. Die Bewohner werden Brunelois und Bruneloises genannt.

## Geografie

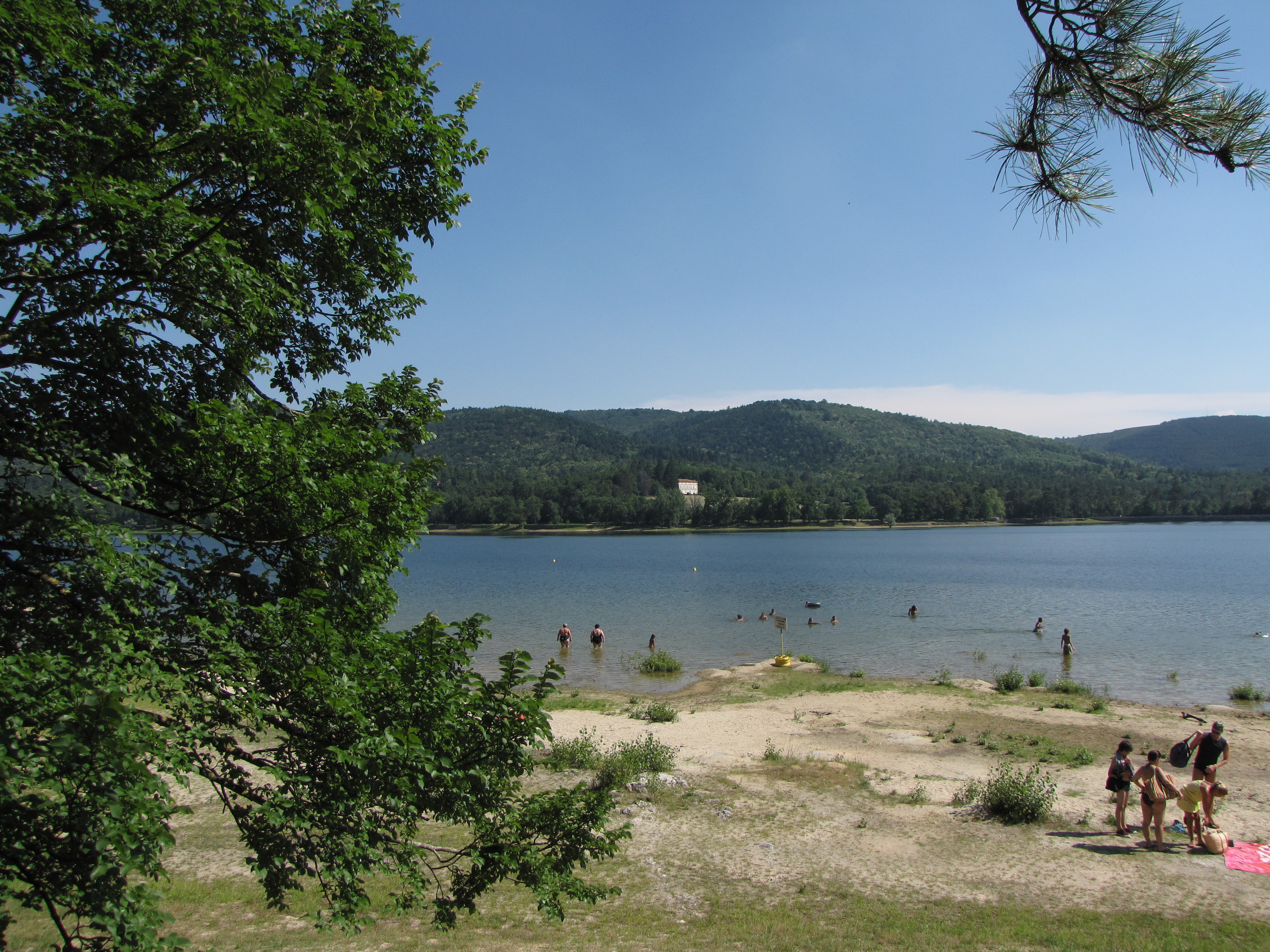
Reservoir von Saint-Ferréol

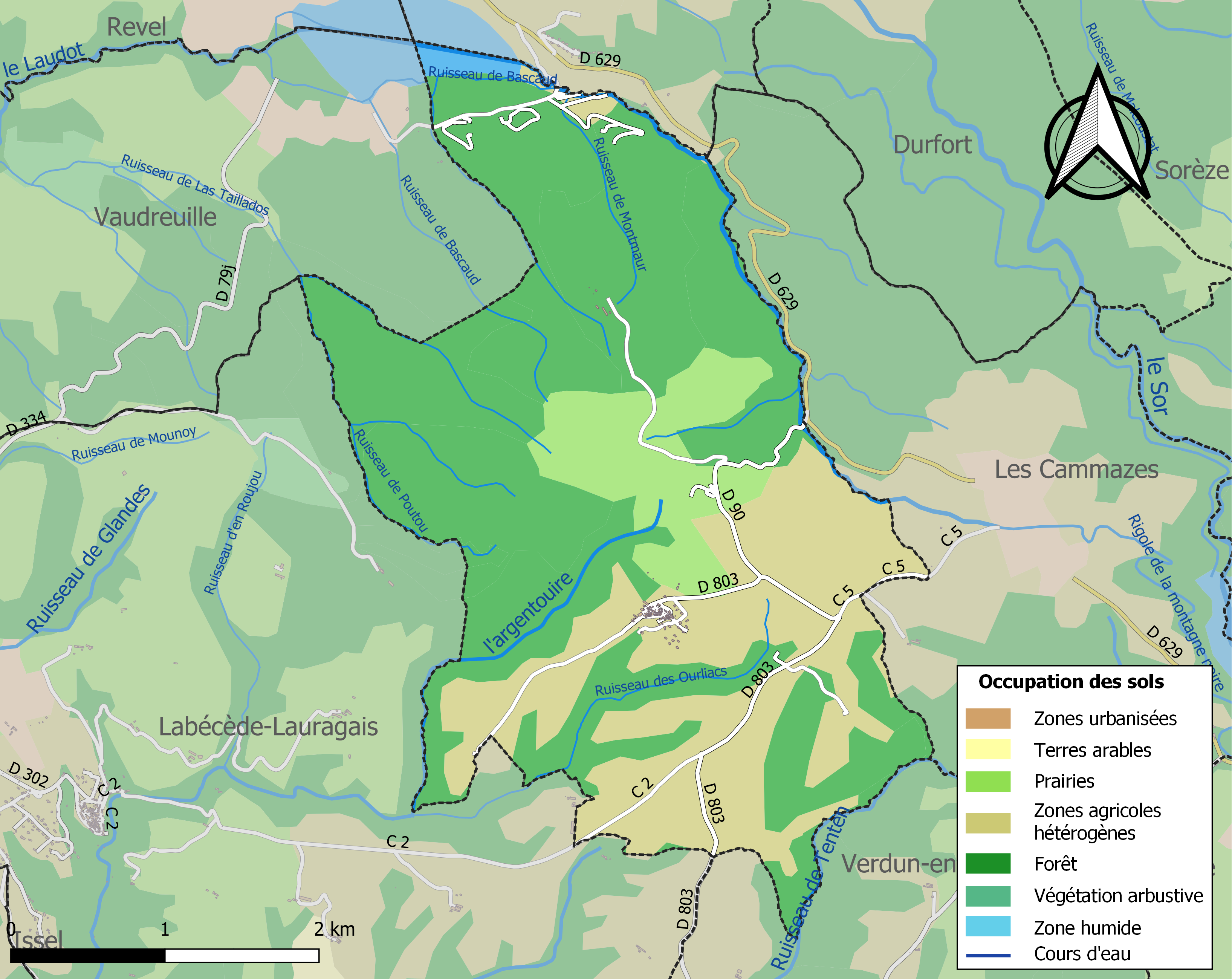
Bodennutzung, Hydrografie und Infrastruktur der Gemeinde (2018)

Les Brunels befindet sich in der historischen Landschaft des Lauragais am nördlichen Rand des Départements an der Grenze zu den benachbarten Départements Tarn und Haute-Garonne, etwa 33 Kilometer nordwestlich von Carcassonne und etwa 53 Kilometer südöstlich von Toulouse.
An der nordöstlichen Gemeindegrenze verläuft der Fluss Laudot, der zum Reservoir von Saint-Ferréol aufgestaut wird. Die Gemeinde wird außerdem vom Flüsschen Argentouire entwässert, das in ihrem Gebiet entspringt, und vom Flüsschen Tenten, das ihr Gebiet im Südosten begrenzt.
Das Gebiet von Les Brunels ist Teil der ZNIEFF-Naturzonen „Montagne Noire (versant Nord)“ (730010009) und „Montagne Noire occidentale“ (910009423). Etwa 60 % der Fläche der Gemeinde sind bewaldet, vor allem im Nordwesten, etwa 38 % werden landwirtschaftlich genutzt.
Nachbargemeinden von Les Brunels sind Sorèze (Tarn) im Norden und Nordosten, Les Cammazes (Tarn) im Osten, Verdun-en-Lauragais im Südosten, Labécède-Lauragais im Südwesten, Vaudreuille (Haute-Garonne) im Nordwesten und Revel (Haute-Garonne) über einen Berührungspunkt im Nordwesten.

## Geschichte
Die Gemeinde Les Brunels wurde 1910 durch Abtretung von Gebieten der Nachbargemeinde Labécède-Lauragais gegründet.

## Bevölkerungsentwicklung

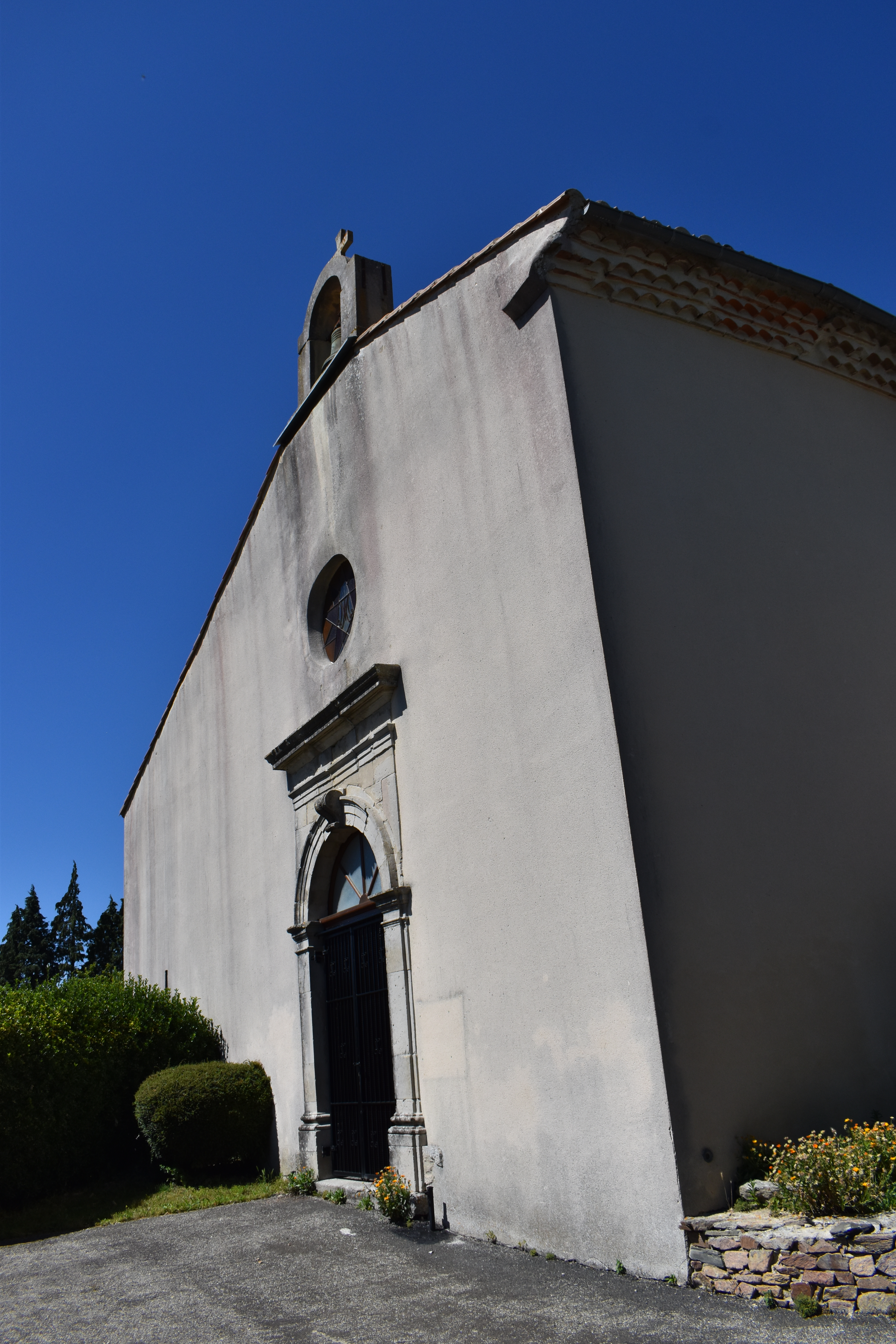
Mariä-Himmelfahrt-Kirche

| Les Brunels: Einwohnerzahlen von 1911 bis 2020                                                                             | Les Brunels: Einwohnerzahlen von 1911 bis 2020 | Les Brunels: Einwohnerzahlen von 1911 bis 2020 | Les Brunels: Einwohnerzahlen von 1911 bis 2020 | Les Brunels: Einwohnerzahlen von 1911 bis 2020 |
| --- | ---------------------------------------------- | ---------------------------------------------- | ---------------------------------------------- | ---------------------------------------------- |
| Jahr |                                                |                                                |                                                | Einwohner                                      |
| 1911 | 1911                                           |                                                | 263                                            | 263                                            |
| 1921 | 1921                                           |                                                | 224                                            | 224                                            |
| 1926 | 1926                                           |                                                | 189                                            | 189                                            |
| 1931 | 1931                                           |                                                | 182                                            | 182                                            |
| 1936 | 1936                                           |                                                | 160                                            | 160                                            |
| 1946 | 1946                                           |                                                | 171                                            | 171                                            |
| 1954 | 1954                                           |                                                | 176                                            | 176                                            |
| 1962 | 1962                                           |                                                | 199                                            | 199                                            |
| 1968 | 1968                                           |                                                | 153                                            | 153                                            |
| 1975 | 1975                                           |                                                | 137                                            | 137                                            |
| 1982 | 1982                                           |                                                | 161                                            | 161                                            |
| 1990 | 1990                                           |                                                | 147                                            | 147                                            |
| 1999 | 1999                                           |                                                | 162                                            | 162                                            |
| 2006 | 2006                                           |                                                | 207                                            | 207                                            |
| 2013 | 2013                                           |                                                | 264                                            | 264                                            |
| 2020 | 2020                                           |                                                | 269                                            | 269                                            |
| Quelle(n): EHESS/Cassini bis 1999, INSEE ab 2006 Anmerkung(en): Ab 1962 offizielle Zahlen ohne Einwohner mit Zweitwohnsitz |                                                |                                                |                                                |                                                |

## Sehenswürdigkeiten
- Mariä-Himmelfahrt-Kirche
- Reservoir von Saint-Ferréol

## Verkehr
Die Gemeinde liegt fernab größerer Verkehrsachsen. Lokale Landstraßen stellen die Verbindung zwischen dem Zentrum und den Weilern der Gemeinde sowie zu den Nachbargemeinden her.